# Finale mondiale de l'athlétisme 2003
Navigation
Édition précédente Édition suivante
La première édition de la Finale mondiale de l'athlétisme s'est déroulée au Stade Louis-II de Monaco les 13 et 14 septembre 2003. Les compétitions de lancer du marteau masculin et féminin ont eu lieu simultanément à Szombathely, en Hongrie, le stade monégasque n'étant pas assez grand pour accueillir ces deux épreuves. La finale mondiale de l'athlétisme succède à la Finale du Grand Prix, disputée de 1985 à 2002.

## Résultats

### Hommes
| Épreuves         | Or                        | Argent                       | Bronze                   |
| ---------------- | ------------------------- | ---------------------------- | ------------------------ |
| 100 m            | Bernard Williams (USA)    | John Capel (USA)             | Uchenna Emedolu (NGA)    |
| 200 m            | Joshua J. Johnson (USA)   | Shawn Crawford (USA)         | Stéphan Buckland (MRI)   |
| 400 m            | Jerome Young (USA)        | Michael Blackwood (JAM)      | Alleyne Francique (GRN)  |
| 800 m            | Wilfred Bungei (KEN)      | Joseph Mutua (KEN)           | André Bucher (SUI)       |
| 1500 m           | Paul Korir (KEN)          | Alex Kipchirchir (KEN)       | Ivan Heshko (UKR)        |
| 3000 m           | Kenenisa Bekele (ETH)     | John Kibowen (KEN)           | Abraham Chebii (KEN)     |
| 5000 m           | Eliud Kipchoge (KEN)      | Richard Limo (KEN)           | Gebre Gebremariam (ETH)  |
| 3000 m steeple   | Saif Saaeed Shaheen (QAT) | Paul Kipsiele Koech (KEN)    | Ezekiel Kemboi (KEN)     |
| 110 m haies      | Allen Johnson (USA)       | Terrence Trammell (USA)      | Stanislavs Olijars (LAT) |
| 400 m haies      | Felix Sanchez (DOM)       | Kemel Thompson (JAM)         | Danny McFarlane (JAM)    |
| Saut en hauteur  | Yaroslav Rybakov (RUS)    | Stefan Holm (SWE)            | Jamie Nieto (USA)        |
| Saut à la perche | Tim Lobinger (GER)        | Okkert Brits (RSA)           | Dmitri Markov (AUS)      |
| Saut en longueur | Dwight Phillips (USA)     | Hussein Taher Al-Sabee (KSA) | Ignisious Gaisah (GHA)   |
| Triple saut      | Christian Olsson (SWE)    | Walter Davis (USA)           | Kenta Bell (USA)         |
| Poids            | Christian Cantwell (USA)  | Yuriy Bilonoh (UKR)          | Andrei Mikhnevich (BLR)  |
| Disque           | Virgilijus Alekna (LTU)   | Róbert Fazekas (HUN)         | Vasiliy Kaptyukh (BLR)   |
| Marteau          | Adrián Annus (HUN)        | Libor Charfreitag (SVK)      | Ivan Tikhon (BLR)        |
| Javelot          | Sergey Makarov (RUS)      | Jan Železný (CZE)            | Boris Henry (GER)        |

### Femmes
| Épreuves         | Or                       | Argent                         | Bronze                       |
| ---------------- | ------------------------ | ------------------------------ | ---------------------------- |
| 100 m            | Chryste Gaines (USA)     | Christine Arron (FRA)          | Torri Edwards (USA)          |
| 200 m            | Muriel Hurtis (FRA)      | Anastasiya Kapachinskaya (RUS) | Torri Edwards (USA)          |
| 400 m            | Ana Guevara (MEX)        | Lorraine Fenton (JAM)          | Tonique Williams (BAH)       |
| 800 m            | Maria Mutola (MOZ)       | Kelly Holmes (GBR)             | Amina Aït Hammou (MAR)       |
| 1500 m           | Sureyya Ayhan (TUR)      | Jackline Maranga (KEN)         | Hayley Tullett (GBR)         |
| 3000 m           | Edith Masai (KEN)        | Yelena Zadorozhnaya (RUS)      | Joanne Pavey (GBR)           |
| 5000 m           | Elvan Abeylegesse (TUR)  | Derartu Tulu (ETH)             | Tirunesh Dibaba (ETH)        |
| 100 m haies      | Gail Devers (USA)        | Glory Alozie (ESP)             | Miesha McKelvy (USA)         |
| 400 m haies      | Sandra Glover (USA)      | Andrea Blackett (BAR)          | Ionela Târlea (ROU)          |
| Saut en hauteur  | Hestrie Cloete (RSA)     | Vita Palamar (UKR)             | Kajsa Bergqvist (SWE)        |
| Saut à la perche | Tatyana Polnova (RUS)    | Svetlana Feofanova (RUS)       | Stacy Dragila (USA)          |
| Saut en longueur | Eunice Barber (FRA)      | Tatyana Kotova (RUS)           | Grace Upshaw (USA)           |
| Triple saut      | Tatyana Lebedeva (RUS)   | Yamilé Aldama (CUB)            | Françoise Mbango Etone (CMR) |
| Poids            | Vita Pavlysh (UKR)       | Svetlana Krivelyova (RUS)      | Nadezhda Ostapchuk (BLR)     |
| Disque           | Věra Pospíšilová (CZE)   | Aretha Hill (USA)              | Ekateríni Vóngoli (GRE)      |
| Marteau          | Yipsi Moreno (CUB)       | Olga Kuzenkova (RUS)           | Mihaela Melinte (ROU)        |
| Javelot          | Tatyana Shikolenko (RUS) | Steffi Nerius (GER)            | Nikolett Szabó (HUN)         |